# Servomotor

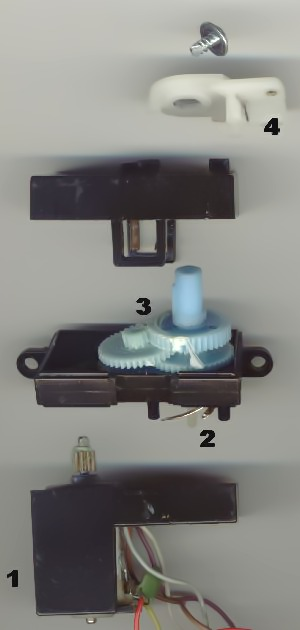
1. Servomotor
2. Lägesavkänningssystem
3. Reduktionsväxel
4. Arm

Servomotor är en del av ett servosystem. En servomotor har en mycket exakt lägesåterkoppling, det vill säga motorn kan berätta för ett överordnande styrsystem exakt hur många varv motoraxeln roterat. Tillsammans med en servodriver kan servomotorn användas för att köras mycket exakt, till exempel att alltid hålla en viss hastighet vare sig den kör uppför eller nedför en backe, eller att alltid stanna vid en viss plats med centimeter-, millimeter- eller mikrometerprecision, beroende på tillämpning. Naturligtvis förutsatt att motståndet mot rörelsen inte överstiger motorns kapacitet. När felmarginaler på ett par centimeter är acceptabla investerar man sällan i ett servosystem.
Servodriverns uppgift är att räkna ut vilken frekvens, och/eller ström som motorn ska ha vid varje givet tillfälle för att utföra sin uppgift. Servodrivern i sig kan styras av ett styrsystem som till exempel ett programmerbart styrsystem, eller vara färdigprogrammerad för vissa uppgifter och då ha en eller flera "startknappar".
En typisk applikation för servomotorer är två band som måste gå i exakt samma hastighet, då kopplar man samman två servodrivers och låter den ena följa den andra som en slav.
En annan typisk applikation är styrning av radiostyrda modeller, som exempelvis flygplan, fartyg och bilar. Servot på bilden är ett sådant servo som används till radiostyrda modeller.
I bilar används ordet servo på ett liknande sätt, den rörelse du gör med ratten/bromsen matchas med en rörelse från en motor.